# Hands Up! (film fra 1917)
Hands Up! er en amerikansk stumfilm fra 1917 af Tod Browning og Wilfred Lucas.

## Medvirkende
- Wilfred Lucas som John Houston.
- Colleen Moore som Marjorie Houston.
- Monte Blue som Dan Tracy.
- Beatrice Van som Elinor Craig.
- Rhea Haines som Rosanna.